# Ezio Villani
Ezio Villani (Galliera, 10 gennaio 1892 – Roma, 10 maggio 1955) è stato un politico e partigiano italiano.
Iscritto al Partito Socialista, di professione meccanico, il 25 giugno 1946 viene eletto come rappresentante alla Costituente. A seguito della scissione di Palazzo Barberini, aderisce al Partito Socialista dei Lavoratori Italiani guidato da Giuseppe Saragat.

## Biografia
Nato da Pietro e Anna Baccillieri, si trasferisce a Ferrara nel 1906, dove si avvicina alla politica iscrivendosi al Partito Socialista. Chiamato alle armi partecipa alla prima guerra mondiale. Rientrato in patria partecipa attivamente alla vita sociale e ai cambiamenti che stanno avvenendo nella sua terra. Nel 1920 viene arrestato per attività sovversiva e nel 1923 viene condannato a dieci mesi di reclusione. Al termine della condanna viene bandito dalla città estense e torna a vivere a Galliera.
Aggredito dai fascisti locali, sfugge a un attentato contro la sua vita e decide quindi di trasferirsi a Torino. Nel 1925 viene nuovamente arrestato con il fratello, Genuzio, e da allora cambia continuamente residenza, prima a Verona, successivamente a Venezia, Milano e infine a Roma. Nella capitale ha il compito di riorganizzare le file socialiste, riuscendovi fino al 1942, quando arrestato dall'OVRA viene condannato dal Tribunale Speciale per organizzazione e propaganda comunista.
Liberato nel 1943, partecipa alla lotta di liberazione della capitale, diventando uno dei fondatori della brigata Bandiera Rossa. Nuovamente arrestato viene internato in un campo di lavoro e infine imprigionato nella prigione di via Tasso a Roma, dove conosce Bruno Buozzi. A seguito dell'Armistizio torna in libertà e, con Pietro Nenni e Oreste Lizzadri firma il Patto d'unità e d'azione, controfirmato dai rappresentanti del PCdI, Palmiro Togliatti, Giacomo Pellegrini e Giuseppe Di Vittorio.
Eletto alla Costituente, nel 1947 aderisce alla formazione Socialdemocratica guidata da Giuseppe Saragat.